# 프레드 아스테어
프레드 아스테어(영어: Fred Astaire, 본명은 프레데릭 아우스테어리츠(영어: Frederick Austerlitz), 1899년 5월 10일 ~ 1987년 6월 22일)는 미국의 배우이자 무용가이다. 그는 브로드웨이와 이후 영화까지 76년 동안 활동하였으며, 31개의 뮤지컬 영화에 출연하였다. 그는 미국 영화 연구소에서 위대한 남자 배우 25에서 5위에 선정되었다. 그는 자신의 뮤지컬 영화 중에 10개의 영화에 진저 로저스와 함께 파트너를 이루어 명성을 얻었다.
아스테어와 함께 뮤지컬 영화를 이끌었던 진 켈리는 '영화에서 춤의 역사는 아스테어와 함께 시작했다'고 말하였으며 그는 영화와 텔레비전을 오가면서 많은 댄서들과 안무가들은 그가 끼쳤던 영향을 인정하였다.

## 생애와 경력

### 1899 ~ 1917: 초기 생애와 경력

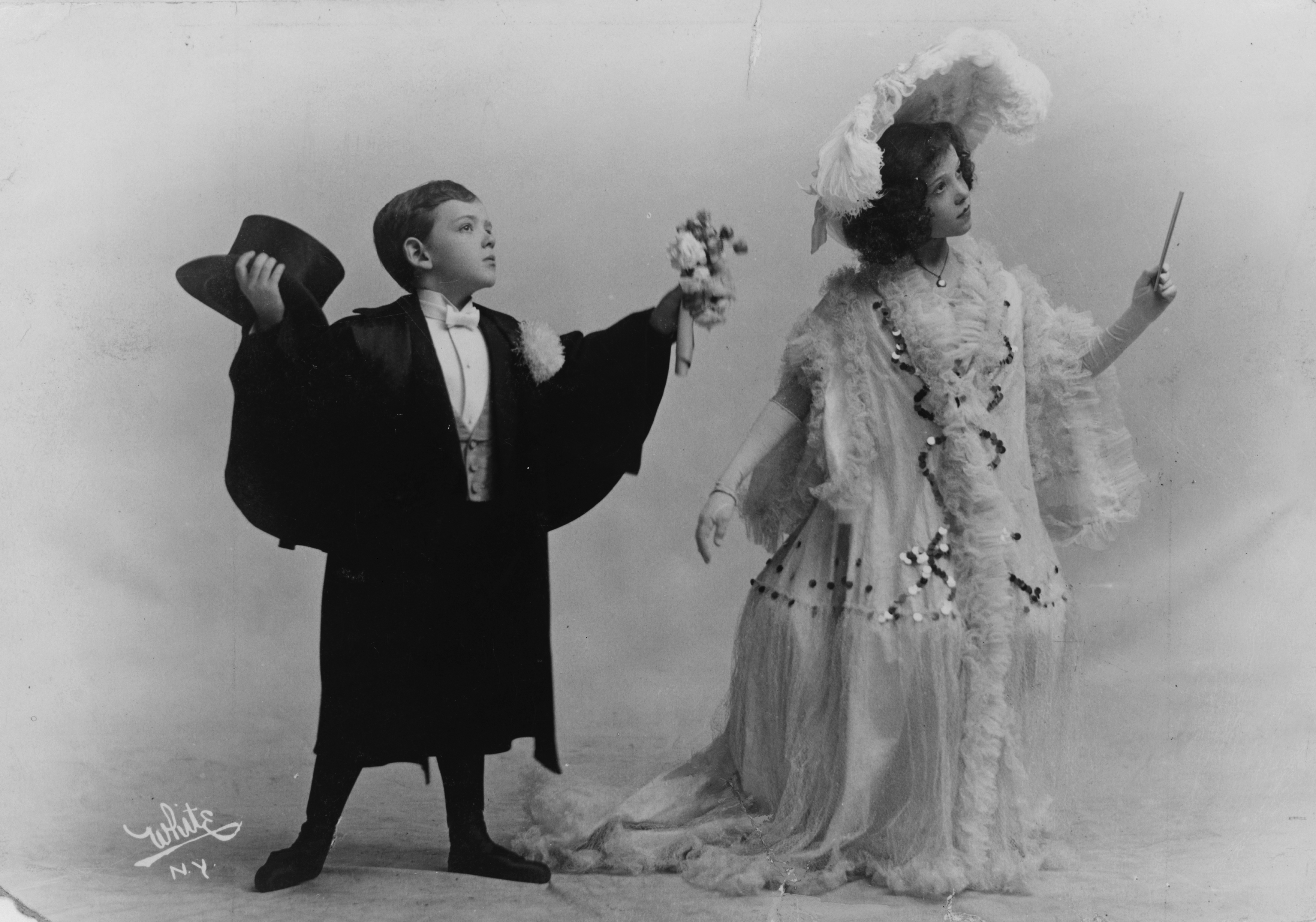
1906년의 프레드와 아델 아스테어

아스테어는 1899년 5월 10일, 미국 네브래스카주 오마하에서 조한나와 프레드릭 아스테리츠 사이에서 태어났다. 아스테어의 어미니는 동프로이센와 알자스에서 온 독일 루터교 이민자의 가정에서 태어났고, 아버지는 오스트리아 린츠에서 로마 가톨릭교회로 바꾼 유대인 가정에서 태어났다.
1892년 10월 26일 뉴욕에 도착해 엘리스섬에 있을 때, 아스테어의 아버지는 양조업을 하려고 네브래스카주 오마하로 거주지를 옮겼다. 아스테어의 어머니는 자식들의 재능을 알게 되어 오마하에서 벗어나려고 하였다. 그녀는 자식들을 보드빌에 있도록 계획하였다. 아스테어는 처음에는 춤 연습을 거부했지만 빠르게 누나의 스텝을 따라하였으며 피아노, 아코디언, 클라리넷을 배웠다.

## 출연

### 영화 (뮤지컬)
- 게이 디보시
- 톱 햇
- 스윙 타임
- 쉘 위 댄스 (1937년 영화)
- 조앤 폰테인
- 지그펠드 폴리스
- 이스터 퍼레이드
- 밴드 웨곤
- 파리의 연인 (1957년 영화)

### 영화 (뮤지컬 아님)
- 그날이 오면 (1959년 영화)
- 타워링